# Elliott County
Elliott County är ett administrativt område i delstaten Kentucky, USA. År 2010 hade county 7 852 invånare. Den administrativa huvudorten (county seat) är Sandy Hook. 

## Geografi
Enligt United States Census Bureau så har countyt en total area på 609 km². 606 km² av den arean är land och 3 km² är vatten. 

### Angränsande countyn

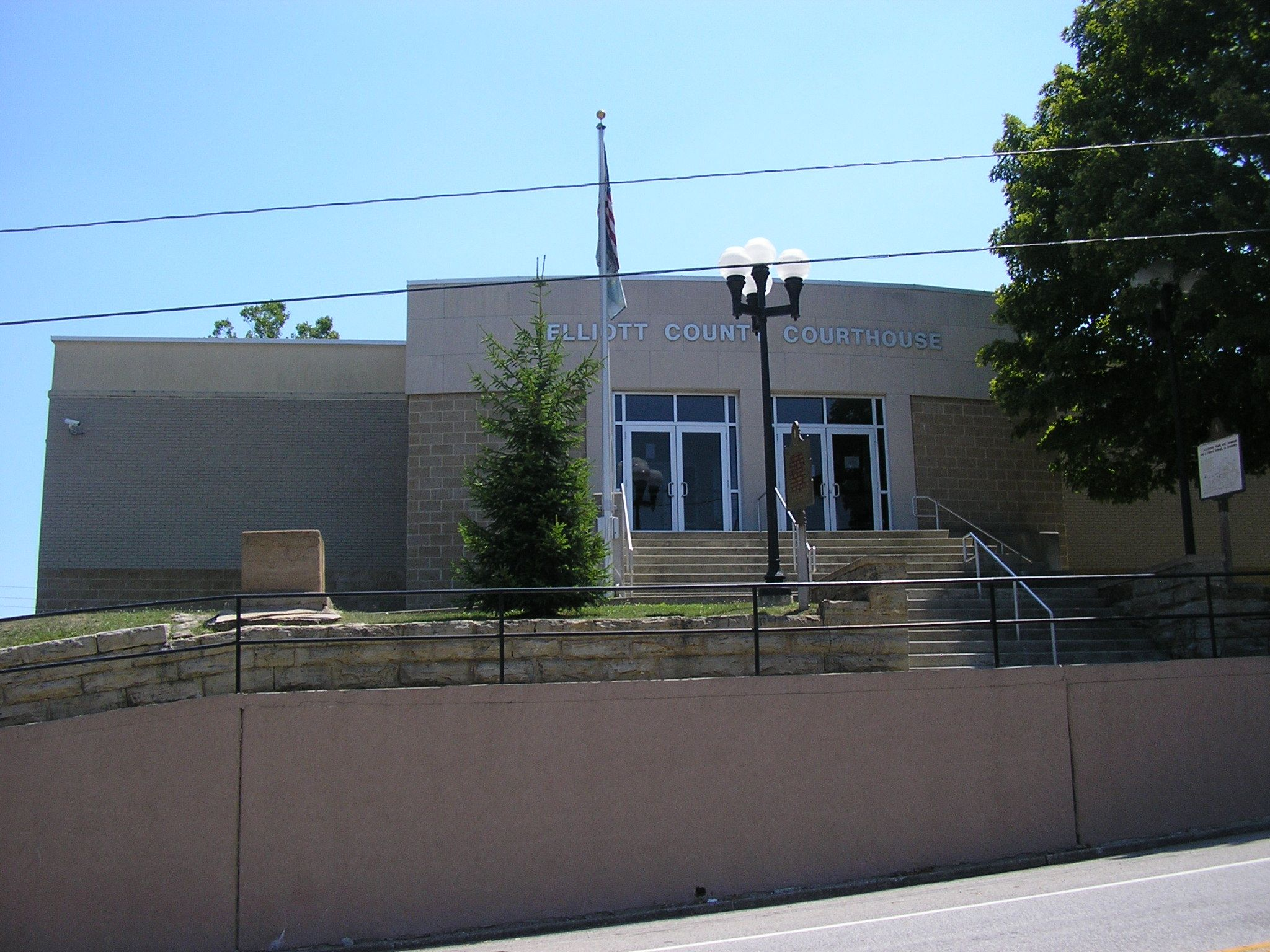
Elliott County courthouse i Sandy Hook.

- Carter County - nord
- Lawrence County - öst
- Morgan County - syd
- Rowan County - väst